# جک چیمبرز
جک چیمبرز (انگلیسی: Jack Chambers؛ ۲۵ مارس ۱۹۳۱ – ۱۳ آوریل ۱۹۷۸) هنرمند، فیلم‌ساز و نقاش اهل کانادا بود. آثار او در گالری ملی کانادا، گالری هنر انتاریو و موزه لندن به نمایش درآمده است.
از فیلم‌ها یا مجموعه‌های تلویزیونی که وی در آن‌ها نقش داشته‌است، می‌توان به حلقه و گوزن قرمز نر لندن  اشاره نمود.